# ملعب الخرطوم

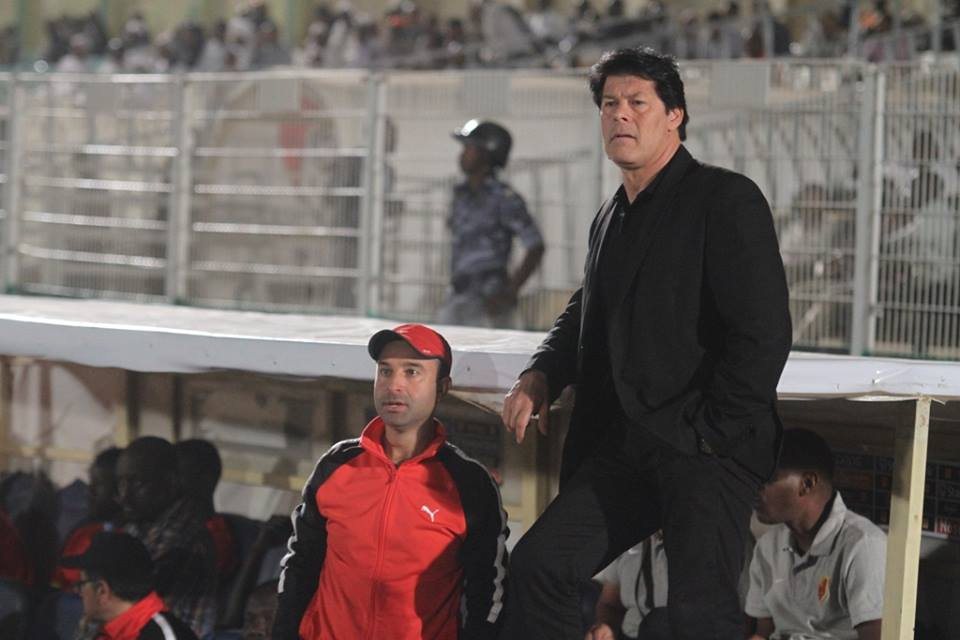

 ملعب الخرطوم أو استاد الخرطوم هو ملعب متعدد الاستخدامات يقع في مدينة الخرطوم في السودان. كان يعرف سابقاً باسم «الملعب البلدي» تم افتتاحه عام 1957. وهو حالياً يستخدم في مباريات كرة القدم كما استضاف بطولتي كأس أمم أفريقيا 1957 وكأس أمم أفريقيا 1970 وبطولة أمم أفريقيا للمحليين 2011. يتسع الملعب حوالي 23,000 متفرج.

## مباريات كأس أمم أفريقيا

### كأس أمم أفريقيا 1957
| التاريخ        | الفريق الأول | النتيجة | الفريق الثاني | الجولة      | الحضور |
| -------------- | ------------ | ------- | ------------- | ----------- | ------ |
| 10 فبراير 1957 | السودان      | 1–2     | مصر           | نصف النهائي | 30,000 |
| 15 فبراير 1957 | مصر          | 4–0     | إثيوبيا       | النهائي     | 30,000 |

### كأس أمم أفريقيا 1970
| التاريخ        | الفريق الأول              | النتيجة | الفريق الثاني | الجولة                         | الحضور |
| -------------- | ------------------------- | ------- | ------------- | ------------------------------ | ------ |
| 6 فبراير 1970  | الكاميرون                 | 1–2     | ساحل العاج    | دور المجموعات، المجموعة الأولى | 14,464 |
| 6 فبراير 1970  | السودان                   | 3–0     | إثيوبيا       | دور المجموعات، المجموعة الأولى | 14,464 |
| 8 فبراير 1970  | الكاميرون                 | 3–2     | إثيوبيا       | دور المجموعات، المجموعة الأولى | 9,864  |
| 8 فبراير 1970  | ساحل العاج                | 1–0     | السودان       | دور المجموعات، المجموعة الأولى | 9,864  |
| 10 فبراير 1970 | ساحل العاج                | 6–1     | إثيوبيا       | دور المجموعات، المجموعة الأولى | 9,770  |
| 10 فبراير 1970 | السودان                   | 2–1     | الكاميرون     | دور المجموعات، المجموعة الأولى | 9,770  |
| 14 فبراير 1970 | ساحل العاج                | 1–2     | غانا          | نصف النهائي                    | 12,350 |
| 14 فبراير 1970 | الجمهورية العربية المتحدة | 1–2     | السودان       | نصف النهائي                    | 12,350 |
| 16 فبراير 1970 | الجمهورية العربية المتحدة | 3–1     | ساحل العاج    | المركز الثالث                  | 12,187 |
| 16 فبراير 1970 | السودان                   | 1–0     | غانا          | النهائي                        | 12,187 |

## وصلات خارجية
- الملاعب العالمية - الملاعب في السودان نسخة محفوظة 5 يوليو 2020 على موقع واي باك مشين.